# Ардуд-Виј (Сату Маре)
Ардуд-Виј (рум. Ardud-Vii) насеље је у Румунији у округу Сату Маре у општини Ардуд. Oпштина се налази на надморској висини од 173 m.

## Становништво
Према подацима из 2002. године у насељу је живело 105 становника.

### Попис2002.
| Расподела становништва по националности 2002.‍ | Расподела становништва по националности 2002.‍ | Расподела становништва по националности 2002.‍ | Расподела становништва по националности 2002.‍ | Расподела становништва по националности 2002.‍ |
| --------------------------------------------- | --------------------------------------------- | --------------------------------------------- | --------------------------------------------- | --------------------------------------------- |
|                                               |                                               |                                               |                                               |                                               |
| Румуни                                        | Румуни                                        |                                               | 19                                            | 18,1%                                         |
| Мађари                                        | Мађари                                        |                                               | 86                                            | 81,9%                                         |